# Décès en 985
Décès
- 981
- 982
- 983
- 984
- 985
- 986
- 987
- 988
- 989

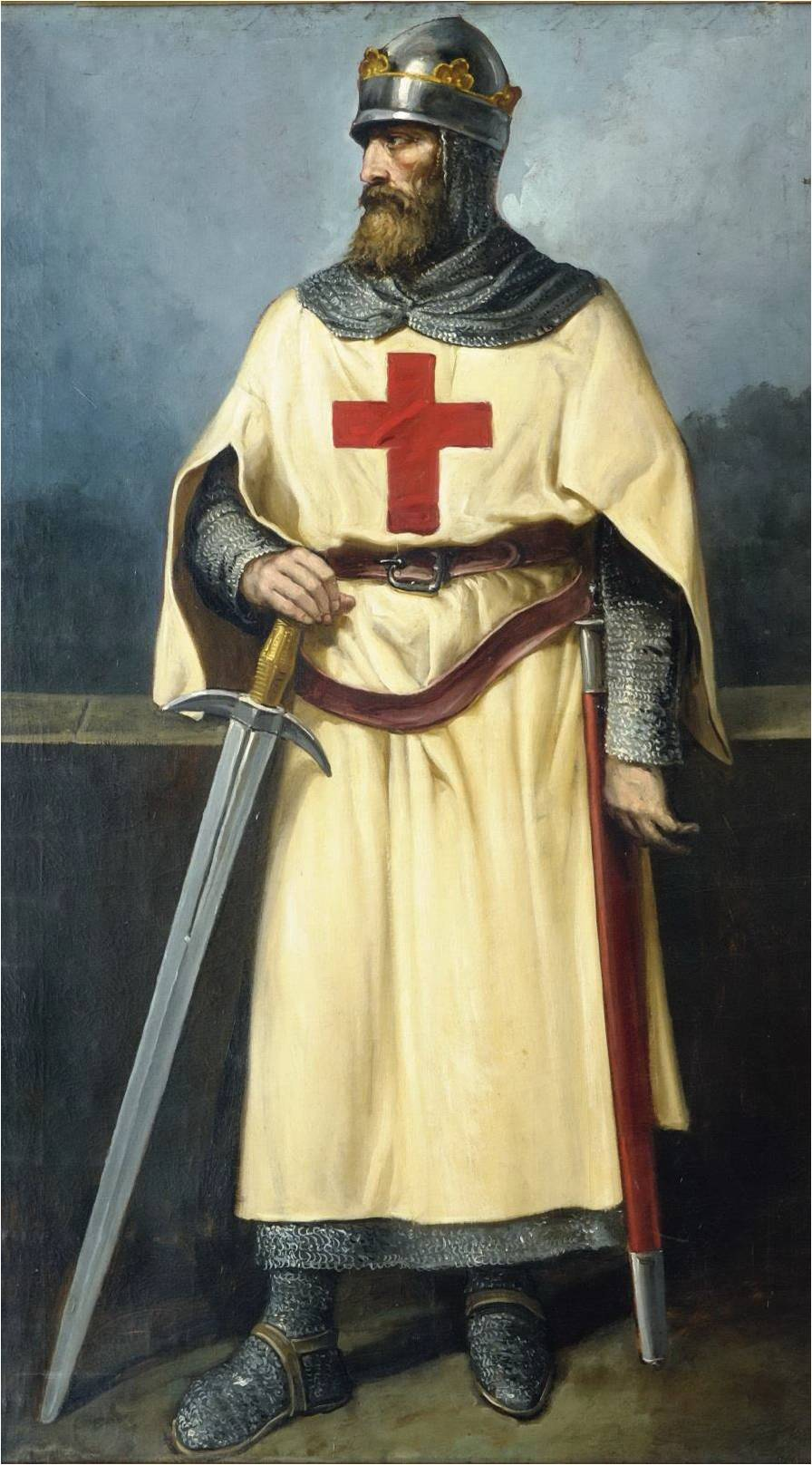
Ramire III de León, mort en 985.

Cette page dresse une liste de personnalités mortes au cours de l'année 985 :
- 26 juin : Ramire III de León, roi de León.
- 20 juillet : Boniface VII, antipape.
- 25 août : Dietrich d’Haldensleben, connu aussi sous les noms de Thierry d’Haldensleben, de Theodoric d’Haldensleben ou de Theoderic(h) d’Haldensleben, margrave de la Marche du Nord.
- 1er novembre : Harald Ier de Danemark,  dit Harald à la dent bleue, roi de Danemark.
- 23 novembre : Aligern, religieux catholique italien considéré comme étant le « troisième fondateur de l'abbaye du Mont-Cassin » et le deuxième Petronax), abbaye qu'il dirige.

- Al-Hasan ben Kannun, sultan idrisside.
- Geira, princesse wende.
- Hywel ab Ieuaf, dit le Mauvais, roi de Gwynedd.
- Kishi Joō, poétesse de waka du milieu de l'époque de Heian.
- Rikdag, margrave de Misnie.

## Crédit d'auteurs
- Cet article est partiellement ou en totalité issu de l'article intitulé « 985 » (voir la liste des auteurs).